# Johannes de Muris (París)
Johannes de Muris fou un tractadista musical francès, també anomenat Muris de París.
El 1350 fou elegit rector de La Sorbona, on ja era professor des de 1321. Era íntim amic del cèlebre compositor Philippe de Vitry, i es convertí en fervent defensor del seu ars nova (contrapunt), diferenciant-se en això del seu contemporani i homònim Johannes de Muris que sustentava idees conservadores ben diferents.
Se li deu:
- Música practica (1321),
- Música speculativa (1323),
- Quaestiones super partes musicae,
- De Discantu et consonantiis.

Quant als altres tractats, Ars contrapuncti secundum J. de M., Ars discantus per J. de M.., i Libellus practicae cantus mensurabilis, si no són de Muris de París, almenys pertanyen a la mateixa escola. Fétis, que no coneixia més que l'existència de Johannes de Muris i per tant, el confon, amb el de París, li atribueix gran nombre d'obres que estudiosos moderns no mencionen perquè no s'ha pogut comprovar si eren d'un o altre; però el més probable és que no siguin de cap d'ells i si d'autors més moderns, raó per la qual no es transcriuen només que els títols comprovats o, almenys, els d'aquelles que pel seu contingut se li poden atribuir amb fonament.